# Raymond Delaby
Raymond Marie Florent Delaby (* 20. September 1891 in Lens; † 2. Juni 1958) war ein französischer Chemiker (Pharmazeutische Chemie, Organische Chemie).
Delaby war der Sohn eines Eisenbahnangestellten und besuchte die Schule in Saint-Omer mit dem Bakkalaureat 1908. Danach machte er eine Apothekerlehre in Lens und studierte Pharmazie und Chemie in Lille, wobei er als Student der Beste seines Jahrgangs war, ausgezeichnet mit einer Goldmedaille. 1913 erhielt er sein Diplom in Pharmazie. Danach studierte er Naturwissenschaften in Paris, speziell Chemie und Biochemie. 1914 wurde er Soldat bei Verdun und wurde nach einer Verletzung bei einem Gasangriff von der Front abgezogen und erhielt das Croix de Guerre. Ab 1916 war er im Labor des Armeehospitals Valle de Grace und ab 1918 im Labor von Georges Urbain an der Sorbonne. 1919 wurde er aus dem Armeedienst entlassen und wurde Präparator am Lehrstuhl für Hygiene und Hydrologie bei Marcel Delépine. 1920 wurde er Inspektor und stieg bis zum Generalinspektor (1940) auf. Außerdem schnitt er 1926 beim Wettbewerb um die Agrégation in Chemie als Bester ab und wurde 1927 Agrégé in Chemie an der Fakultät für Pharmazie in Paris. 1937 wurde er Professor für Analytische und 1939 für Pharmazeutische Chemie (als Nachfolger von Paul Lebeau).
Er befasste sich mit Pharmazeutischer Chemie, Organischer Chemie einschließlich Synthese und Analytischer Chemie.
1931 wurde er Mitglied der Académie de Pharmacie und 1950 der Académie de Médicine.
1955 erhielt er den Paracelsus-Preis (damals noch Paracelsus-Medaille). 